# William Walton Butterworth

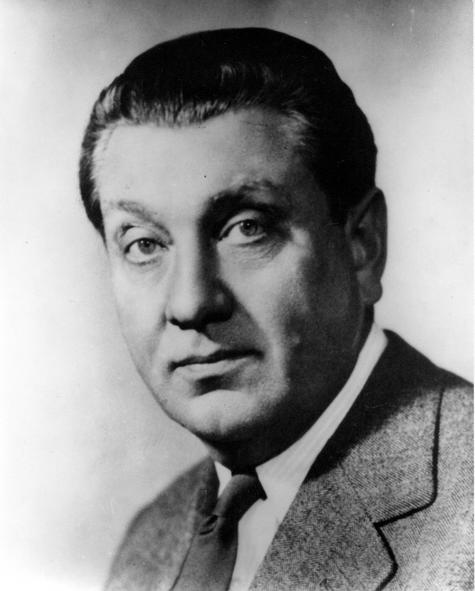
William Walton Butterworth

William Walton Butterworth (* 7. März 1903 in New Orleans, Louisiana; † 31. März 1975 in Princeton, New Jersey) war ein US-amerikanischer Diplomat, der zwischen 1949 und 1950 erster Assistant Secretary of State for Far Eastern Affairs, von 1950 bis 1953 Botschafter in Schweden sowie später von 1959 bis 1962 erster US-Botschafter bei den Europäischen Gemeinschaften war. Zuletzt fungierte er zwischen 1962 und 1968 als Botschafter in Kanada.

## Leben

### Studium und Beginn der diplomatischen Laufbahn
Butterworth absolvierte nach dem Schulbesuch zunächst ein grundständiges Studium an der Princeton University, das er 1925 mit einem Bachelor of Arts (B.A.) abschloss. Nach einem Sommersemester 1925 an der Universität Dijon folgte zwischen 1925 und 1927 mit Unterstützung durch ein Rhodes-Stipendium ein Studium am Worcester College der University of Oxford. Nach seiner Rückkehr in die USA trat er in den auswärtigen Dienst ein und war anfangs zwischen 1929 und 1932 Vizekonsul in Singapur und danach Dritter Sekretär an der Botschaft in Kanada. Im Anschluss wechselte er 1933 an die Botschaft im Vereinigten Königreich und war dort erst Dritter Sekretär sowie von 1936 bis 1941 Zweiter Sekretär. Daneben war er zwischen 1935 und 1941 Repräsentant des Exchange Stabilization Fund (ESF), dem Börsenstabilisierungsfonds der US-Finanzministeriums. 
Nachdem Butterworth 1941 kurzzeitig als Austauschbeamter im US-Handelsministerium war, war er von 1942 bis 1944 als Erster Sekretär an der Botschaft in Portugal und Spanien sowie in Personalunion zwischen 1942 und 1944 auch als Generaldirektor für das operative Geschäft der US-Handelsgesellschaft in Spanien und Portugal tätig. Zugleich war er von 1943 bis 1944 Vertreter des Außenministeriums beim Nordafrikanischen Wirtschaftsausschuss in Algier und danach von 1944 bis 1946 Botschaftsrat an der Botschaft in Spanien. Im Januar 1946 wechselte er nach China und war dort anfangs Botschaftsrat in Chongqing sowie daraufhin von April 1946 bis August 1947 Botschaftsrat in Nanjing.

### Assistant Secretary of State for Far Eastern Affairsund Botschafter
Nach seiner Rückkehr in die USA wurde Butterworth 1947 Leiter des Büros für Fernostangelegenheiten und wurde als solcher am 29. September 1949 zum Assistant Secretary of State for Far Eastern Affairs ernannt. Er war damit Leiter des Referats für den Fernen Osten im US-Außenministerium, führte aber ab dem 20. März 1950 die Amtsbezeichnung Assistant Secretary of State for Japanese Affairs. Am 28. März 1950 wurde mit Dean Rusk ein weiterer Assistant Secretary of State for Far Eastern Affairs ernannt, so dass Butterworths Amtszeit am 4. Juli 1950 endete. Am 28. September 1950 folgte er H. Freeman Matthews als Botschafter in Schweden und verblieb auf diesem Posten bis zum 9. Dezember 1953.
Nachdem er zwischen 1953 und 1956 Ständiger Vertreter des Botschafters im Vereinigten Königreich war, wurde er 1956 Botschafter bei der Europäischen Gemeinschaft für Kohle und Stahl (EGKS) und übte dieses Amt bis 1959 aus. Zugleich fungierte er zwischen 1958 und 1959 auch als Botschafter bei der Europäischen Atomgemeinschaft (EURATOM). Aus diesen Funktionen heraus wurde er am 20. September 1959 Botschafter bei der Europäischen Wirtschaftsgemeinschaft (EWG) sowie letztlich am 10. August 1961 Botschafter bei den Europäischen Gemeinschaften (EG). Diesen Posten bekleidete er bis zum 23. Oktober 1962 und wurde dann durch John W. Tuthill abgelöst.
Zuletzt wurde Butterworth am 11. Dezember 1962 Botschafter in Kanada und löste dort Livingston T. Merchant ab. Er blieb fast sechs Jahre bis zum 10. September 1968 in diesem Amt und wurde durch Harold Francis Linder abgelöst. Im Anschluss trat er in den Ruhestand.
Butterworth, der verheiratet war, verstarb an den Folgen einer Leberzirrhose.